# 다르더이 마르톤
다르더이 마르톤(헝가리어: Dárdai Márton, 2002년 2월 12일~)은 헝가리의 축구 선수이다. 독일에서 태어났으며, 2. 분데스리가의 헤르타 BSC와 헝가리 국가대표팀에서 수비수로 활동하고 있다.

## 어린 시절
독일 베를린에서 헝가리인 부모 사이에 태어난 그는 1. FC 빌머스도르프와 헤르타 BSC를 유소년팀에서 활동했다.

## 구단 경력
2020년 11월 7일, 분데스리가의 FC 아우크스부르크와의 경기에서 후반 추가 시간 2분에 데드리크 보야타와 교체 출전하여 헤르타 BSC 소속으로 프로 데뷔전을 치렀다.